# Elizabeth Cotten
Pour les articles homonymes, voir Cotten.
 (décembre 2022).
Si vous disposez d'ouvrages ou d'articles de référence ou si vous connaissez des sites web de qualité traitant du thème abordé ici, merci de compléter l'article en donnant les références utiles à sa vérifiabilité et en les liant à la section « Notes et références ».
Elizabeth Cotten, dite « Libba », née Nevills le 5 janvier 1893 à Carrboro (Caroline du Nord, États-Unis) et morte le 29 juin 1987 à Syracuse (État de New York, États-Unis), est une musicienne américaine, chanteuse de blues et de folk. Autrice, compositrice et interprète autodidacte, elle ne connaît pas les techniques musicales conventionnelles. Gauchère, elle utilise une guitare pour droitier à l'envers, sans inverser les cordes, jouant les mélodies avec le pouce et les basses avec les autres doigts. Sa technique particulière est nommée Cotten Picking.

## Biographie

### Débuts
Elizabeth Cotten est la benjamine des cinq enfants de George Nevills et Louise Price-Nevills. À l'âge de sept ans, elle fait ses premiers pas en musique avec le vieux banjo de son frère. Après avoir mis de côté un peu d'argent, elle s'offre à huit ans sa première guitare, qu'elle nomme Stella, puis écrit à partir de ses dix ans ses propres chansons, dont Freight Train, l'une des plus reconnues.
Elle commence à travailler vers treize ans comme serveuse avec sa mère. En 1910, elle se marie avec Frank Cotten, avec qui elle a une fille, Lillie. Elizabeth Cotten joue dans des églises. Le jeune couple vit dans l'Est des États-Unis, et déménage plusieurs fois entre la Caroline du Nord et New York, avant de se fixer à Washington. Après le mariage de sa fille, Elizabeth divorce de Frank Cotten et va s'installer dans la famille de sa fille.

### Retour
Elizabeth Cotten cesse de jouer de la guitare pendant près de vingt-cinq ans, à l'exception de quelques interprétations occasionnelles dans des églises. Ce n'est qu'en atteignant la soixantaine qu'elle commence à enregistrer et à jouer sur scène. Employée comme femme de ménage par la famille de Charles Seeger, elle y est remarquée. Un jour, elle aide Peggy Seeger, la fille de la famille Seeger, à retrouver sa mère qui s'est perdue. Elle doit très tôt s'occuper des enfants des Seeger, Mike Seeger (en), Pete Seeger et Peggy Seeger, et se remet alors à jouer pour cette famille férue de musique.

### Enregistrements et fin de carrière
Durant la seconde moitié des années 1950, Mike Seeger enregistre sur bande magnétique les chansons d'Elisabeth, qui sont ensuite commercialisées par Folkways Records. Ses chansons, et en particulier le titre Freight Train, sont reprises par Peter, Paul and Mary et Bob Dylan, puis par Taj Mahal, Jerry Garcia, Matt Valentine ou encore, adaptée en français, par Joe Dassin (Je change un peu de vent). Sa chanson Ain't Got No Honey Baby Now est enregistrée par Blind Boy Fuller sous le titre Lost Lover Blues en 1940.
Accompagnant Mike Seeger, elle participe ensuite à plusieurs spectacles, dont le premier au Swarthmore College en 1960. Dans les années 1960, elle fait de nombreuses apparitions sur scène avec des grands noms de la musique comme Mississippi John Hurt, John Lee Hooker et Muddy Waters, lors du festival Folk de Newport et lors du Smithsonian Festival of American Folklife.
Le regain d'intérêt pour ses chansons lui donne envie d'en composer de nouvelles, et elle joue en 1967 Shake Sugaree avec son petit-fils.
Profitant de sa renommée et de ses nombreuses récompenses, elle déménage avec sa famille à Syracuse (New York) où elle achète une maison. Elle continue ses tournées et ses enregistrements jusque dans les années 1980. 
En 1984, elle remporte le Grammy Awards de la meilleure chanson traditionnelle pour son album Elizabeth Cotten Live. 
En 1989, Cotten fait partie des 75 femmes afro-américaines choisies pour apparaître dans le documentaire photo, I Dream a World. Lors de la remise de son Grammy Award à Los Angeles, elle déclare « Merci. J'aurais juste bien aimé avoir ma guitare pour vous interpréter à tous une chanson» ».
Elizabeth Cotten meurt à Syracuse à l'âge de 94 ans.
Un hommage à la chanteuse (In Memory of Elizabeth Cotton) est enregistré par Firehose sur l'album If'n, dont le titre se base sur la chanson Freight Train.

### Discographie
- Freight Train and Other North Carolina Folk Songs and Tunes, Smithsonian Folkways.
- Shake Sugaree, Smithsonian Folkways.
- Live!, Arhoolie Records.
- Vol. 3: When I'm Gone, Smithsonian Folkways.

### Collections spéciales
- "Mike Seeger Collection Inventory (#20009)" Manuscripts Department, Bibliothèque de l'université de Caroline du Nord (Chapel Hill), novembre 2002

### Filmographie (vidéo)
- Masters of the Country Blues: Elizabeth Cotten and Jesse Fuller. Yazoo, 1960.
- John Fahey, Elizabeth Cotten: Rare Interviews & Performances from 1969. Vestapol Productions, 1969.
- Me and Stella: A film about Elizabeth Cotten. New Brunswick, NJ: Phoenix Films and Video, 1976.
- Mike Seeger and Elizabeth Cotten. Sparta, NJ: Stefan Grossman's Guitar Workshop, 1991.
- Jesse Fuller and Elizabeth Cotten. Newton, NJ: Yazoo Video, 1992.
- Elizabeth Cotten with Mike Seeger. Vestapol Productions, 1994.
- Legends of Traditional Fingerstyle Guitar. Cambridge, Mass.: Rounder Records, 1994.
- Elizabeth Cotten In Concert 1969, 1978 & 1980. Vestapol Productions, 2004.

### Articles
- Seeger, Mike. Liner Notes accompanying Freight Train and Other North Carolina Folk Songs and Tunes, by Elizabeth Cotten. Washington, DC : Smithsonian Folkways, 1989.